# Хуан Карлос I
Хуа́н Ка́рлос І де Бурбо́н (ісп. Juan Carlos Alfonso Víctor María de Borbón y Borbón-Dos Sicilias) (нар. 5 січня 1938, Рим, Італія) — король Іспанії з 22 листопада 1975 року до 19 червня 2014 року з династії Бурбонів. Онук останнього короля Іспанії Альфонса ХІІІ, позбавленого престолу квітневою революцією 1931 року. 2 червня 2014 року оголосив, що вирішив зректися престолу на користь свого сина, принца Філіпа VI. Як пояснив прем'єр країни, для того, щоб Хуан Карлос І зміг покинути престол, у конституцію Іспанії внесуть відповідні зміни.

## Життєпис

### Сходження на престол
У 1969 році диктатор Франсіско Франко призначив спадкоємцем іспанського престолу 31-річного Хуана Карлоса, старшого сина графа Барселонського, проти волі батька. Хуан Карлос мав посісти престол не одразу, а лише після смерті Франко, що й трапилося 22 листопада 1975. Після коронації сам обрав називати себе Хуан Карлос І замість «Хуан ІІІ» та «Карлос V».

### Правління
Король виявив далекоглядність, одразу ж після вступу на престол запровадивши реформи для демонтажу франкістського режиму, розпустивши франкістську «фалангу» і узаконивши (1977) року політичні партії. Це започаткувало перехід Іспанії до демократії і призвело до ратифікації народним референдумом 6 грудня 1978 року і проголошеної 27 грудня того ж року Конституції Іспанії, яка відновила конституційну монархію. На її основі Короля було визнано символом національної єдності і законним спадкоємцем історичної монархічної династії, хоча Хуан Карлос завдячував своїм приходом до влади диктатору Франко. Конституцією були гарантовані цивільні права й свободи, регіони отримали більше самостійності (Іспанія перетворилася на федеративну державу).
У 1981 році вчинив успішний опір спробі державного перевороту, влаштованого військовими, що прагнули відновити франкістський режим. З 1982 року брав участь у буденному політичному житті та сприймався, насамперед, як символ національної єдності та гарант демократичних свобод.
У 2008 році він вважався найпопулярнішим лідером у всій Іберо-Америці.
Репутація короля та монархії, шанована за роль у переході Іспанії до демократії, почала потерпати після того, як виникли суперечки навколо його родини, загострені публічною полемікою 2012 року.

### Зречення
У квітні 2012 року король Хуан Карлос І вирушив у Ботсвану, де займався полюванням на слонів. Про поїздку не було відомо іспанському суспільству, аж поки король не пошкодив ногу та не був відправлений спеціальним авіарейсом назад в Іспанію. Після цього в ЗМІ з'явилась інформація не тільки про поїздку, а й про те, чим тоді займався король та про сумнівні джерела фінансування поїздки. Іспанське суспільство почало висловлювати невдоволення.
На початку 2014 року почався новий скандал, пов'язаний зі здійсненням корупційних схем Іньякі Урдангаріном, зятем Хуана Карлоса І. У цьому іспанці підозрювали й самого короля.
Не витримавши критики, вранці 2 червня 2014 року прем'єр-міністр Маріано Рахой зробив телевізійну заяву про те, що король повідомив йому про свій намір зректися престолу. Пізніше король виступив із телезверненням та оголосив, що зречеться престолу на користь принца Астурійського.
Конституція Іспанії не передбачала процесу зречення престолу монархом, тож 3 червня Уряд Іспанії почав розглядати це питання. Незабаром, уже 19 червня 2014 року, на престол зійшов син короля Хуана Карлоса І, Філіп VI.

### Після зречення
Після зречення Хуан Карлос І, як і його дружина, Софія Грецька, продовжив носити титул короля Іспанії.
На початку серпня 2020 року Хуан Карлос І втік з країни на тлі корупційного скандалу.

## Сім'я
З 1962 року одружений з Софією Грецькою, дочкою короля Греції Павла I, з данської династії Глюксбургів.
Діти:
- інфанта Єлена, герцогиня де Луго (н. 1963)
- інфанта Христина, герцогиня Пальма-де-Майоркська (н. 1965)
- Філіп VI (н. 1968) — король Іспанії.

## Цікаві факти
- Король Хуан Карлос І став першим нагородженим Орденом князя Ярослава Мудрого І ступеня[15].
- На честь Хуана Карлоса І названо десантний корабель-авіаносець іспанських ВМС, введений в експлуатацію в 2011 році.
- 10 березня 2007 року під час промови прем'єр-міністра Іспанії Хосе Луїса Сапатеро на Іберо-Американській зустрічі на вищому рівні у Сантьяго, Чилі, трапився інцидент: Хуан Карлос I запропонував Президенту Венесуели Уго Чавесу «стулити пельку». Дуже швидко фраза ¿Por qué no te callas? стала інтернет-мемом.